# 実在論
実在論（じつざいろん、Realism）とは、名辞・言葉に対応するものが、それ自体として実在しているという立場。対応するものが概念や観念の場合は観念実在論になり、物質や外界や客観の場合は、素朴実在論や科学的実在論になる。
実在論の起源は古代ギリシアのプラトンが論じたイデア論にまで遡ることができる。イデアの理論によれば、感覚することができる世界は実在するものでなくイデアの射影であると考えられた。個々の感覚を理性によって把握することによってのみ実在するイデアを認識することができると論じている。
アリストテレスもまた普遍的な概念として実在を考えており、感覚によって捉えられる個物を「第一実体」、そしてそれが普遍化されたものを「第二実体」と呼んで区別した。
中世のスコラ学においてはプラトンやアリストテレスの伝統を受け継ぎながら霊魂という観念的な存在の実在を基礎付けるための議論が起こった。それが普遍論争であり、その論争で実在論はトマス・アクィナスなどによって一方の立場と位置づけられた。この意味のときは実念論とも訳し、唯名論の立場に対立する見解となった。
近代哲学においてはベルナルト・ボルツァーノは概念そのものの観念的な対象が実在することを主張し、科学的実在論の立場からはゴットロープ・フレーゲは科学的に構築された理論、論理記号を制約する独立した普遍的な対象が実在することを主張した。